# Duży Mechanik
Duży Mechanik – album Mieczysława Jureckiego (ukrytego pod pseudonimem Mechanik) wydany w 1988 nakładem wydawnictwa Polskie Nagrania „Muza”. 

## Lista utworów
1. "Żegnaj Klara" (Nataniel Młotek)[a] – 4:30
2. "Bujaj, bujaj" (Mietek Jurecki/Bogdan Olewicz) – 5:03
3. "Zabawa trwa" (Mechanik/Klara Benben)[a] – 5:40
4. "Moja Zocha już mnie nie kocha" (Mietek Jurecki/Bogdan Olewicz) – 3:20
5. "Credo Ramboidalnych" (Nataniel Młotek)[a] – 3:30
6. "Ja chciałbym wyżej" (Mechanik/Klara Benben)[a] – 5:35
7. "Za czwartym razem" (Nataniel Młotek)[a] – 3:20
8. "Sto litrów łez" (Mietek Jurecki/Bogdan Olewicz) – 5:10
9. "Wbrew sobie" (Mietek Jurecki/Bogdan Olewicz) – 4:15

## Skład
- Mieczysław Jurecki – śpiew, chórki, wszystkie instrumenty

### Realizacja
- Włodzimierz Kowalczyk – realizacja nagrań
- Witold Majewski – realizacja nagrań